# 冯毅 (1963年)

冯毅（1963年3月—），男，安徽芜湖人，中华人民共和国军事人物、政治人物，中国人民解放军少将，曾任中共湖南省委常委，以及中国人民解放军湖南省军区政治委员。

## 生平
2018年2月24日，当选为第十三届全国人大代表。以及原中央军委后勤保障部政治工作局主任丶中央军委后勤保障部新聞發言人